# 아폴론

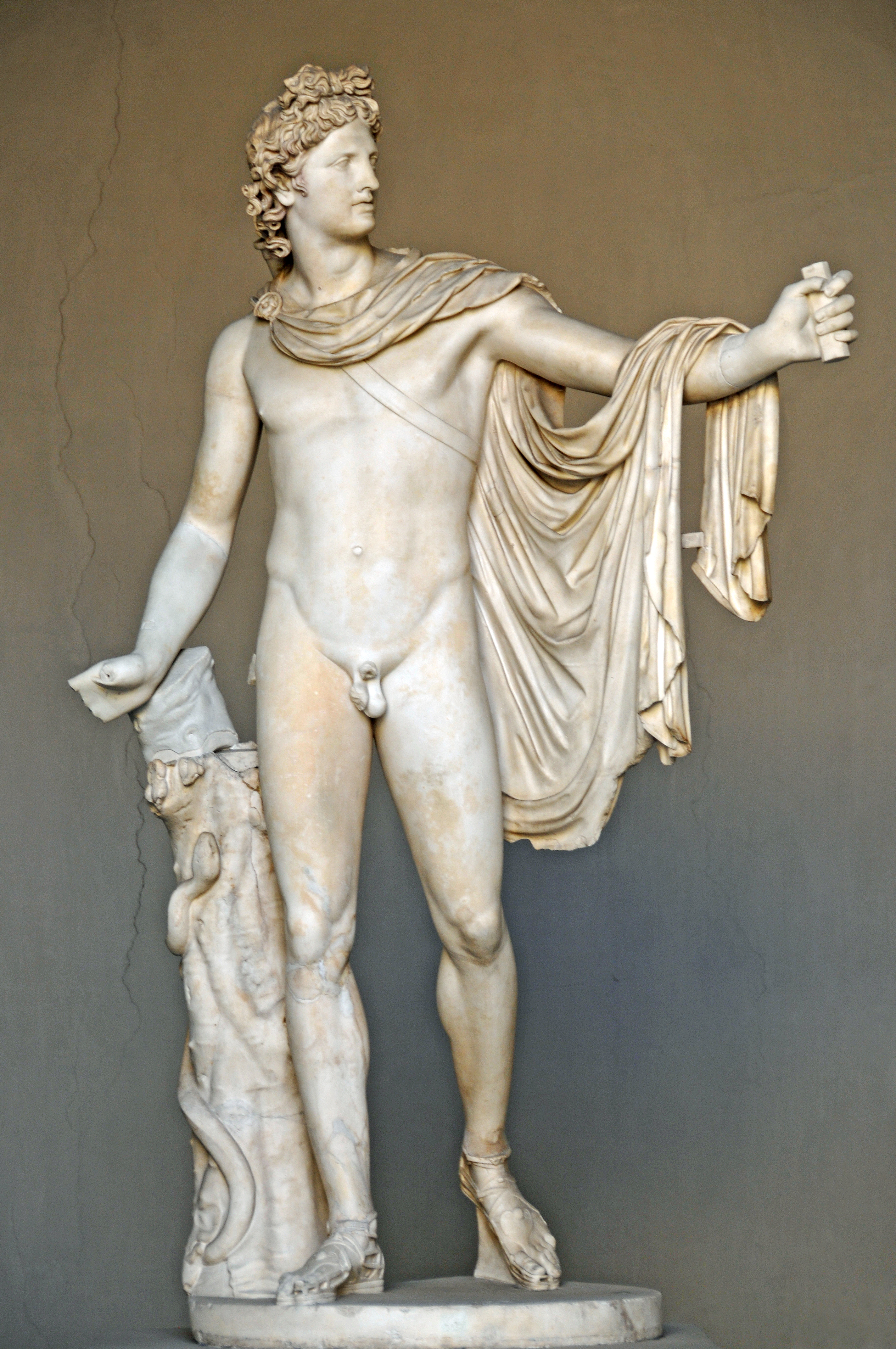
아폴로 벨베데레, c. 120–140 CE

아폴론(그리스어: Απόλλων)은 그리스 신화에 나오는 태양과 예언 및 광명·의술·궁술·음악·시를 주관하는 남신이다. 로마 신화의 아폴로(라틴어: Apollo)와 동일시된다. 제우스와 레토 사이에서 태어난 아들이며 아르테미스와는 쌍둥이 남동생간이다（아르테미스가 먼저 태어난 후 레토를 도와 두 번째 쌍둥이인 아폴로를 낳는다）. 올림포스의 12신의 두 번째 세대에 속한다. 월계수와 리라, 활과 화살, 백조, 돌고래가 대표적인 상징물이다.
아폴론은 대개 머리에 월계관을 쓰고 손에는 리라를 든 훤칠하고 준수한 미남으로 묘사되며, 여성 및 남성과 사랑을 나누는 이야기가 많다. 또한 헤르메스가 선물로 준 리라를 잘 연주하고 활도 잘 쏠 줄 알았다. 종종 밝게 빛나는 자라는 뜻을 지닌 포이보스(그리스어: Φοίβος)라는 별칭으로 불린다.
델포이 섬에 있는 아폴론 신전은 앞일을 예언하는 신탁으로 유명하다.

## 신화

### 탄생
아폴론이 아직 태어나기 이전에 레토는, 자신이 임신한 쌍둥이들이, 아버지인 제우스 다음가는 권력을 누리게 될 것이라는 예언을 받았다고 한다. 하지만 이 이야기는 거짓말이다.
출산이 임박하자, 헤라는 레토가 아이를 낳는 곳을 저주하겠다고 했고 레토는 곤경에 처했다. 헤라의 저주를 받을 것을 두려워하여 어느 곳도 레토를 받아주려 하지 않았기 때문이다. 레토는 해산할 장소를 찾아 정처없이 떠돌아다니다가, 마침내 오르티기아 섬에 당도하였다. 레토가 발을 디디자마자, 포세이돈이 섬 위로 파도를 솟구치게 하여, 햇빛을 막았다.
레토는 다시 이웃의 델로스 섬으로 가서, 아흐레 동안 진통을 겪으며, 남은 아이를 낳으려고 애썼다. 그러자 헤라는 분만의 여신 에일레이티아를 붙잡아두면서, 해산을 방해했다. 이에 보다 못한 제우스는 무지개의 여신 이리스에게 말 에일리이티아는 이리스와 함께 비둘기로 변신해, 델로스로 날아가 레토의 해산을 도왔다. 그 덕분에 레토는 무사히 해산하였는데, 그 아이가 바로 아폴론과 아르테미스이다.

### 유년기

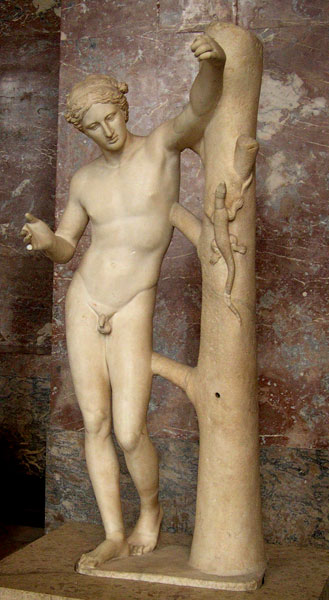
유년 시절의 아폴론 (루브르 박물관 소장)

아폴론이 태어난 지 나흘이 지나자, 제우스는 그에게 황금 왕관과 현악기 리라, 백조가 끄는 마차를 주며, 델포이로 가라고 명령을 내렸다. 그곳에서 아폴론은 헤라의 명령으로 어머니 레토가 임신한 동안, 줄곧 괴롭혔던 큰 뱀 피톤을 화살을 쏘아 퇴치했다. 이후 아폴론은 피톤이 지키던 가이아의 신전을 차지하고, 피티아를 통해 사람들에게 신탁을 내리고는 하였다. 그 결과 인간은 가이아의 뜻이 아닌, 제우스의 뜻을 알리는 아폴론의 신탁에 의하여 미래에 대해 알 수 있게 되었다. 고대 그리스인들은 어떤 중요한 결정을 해야 할 때는, 델포이에 참배하고 아폴론의 신탁을 받았다. 알려진 바에 따르면, 피티아는 무아지경에 빠진 채로 중얼거리면, 사제들이 피티아의 신성한 말을 운문으로 옮겼다고 한다.
델포이 신탁은 오이디푸스의 끔찍한 운명을 예언했으며, 소크라테스를 지상에서 가장 지혜로운 자로 선언했다. 그러나 시적인 표현 때문에 신탁이 애매모호한 경우도 있었다. 따라서 신탁을 잘못 해석하거나, 자신이 원하는 대로 듣는 경우도 다반사였다. 델포이의 아폴론 신전에서는 ‘너 자신을 알라’, ‘그대의 정신을 억제하라’는 등의 유명한 금언들이 새겨져 있다.

### 다프네
뱀 피톤을 쏘아 죽였다고 자랑하는 아폴론에게 화가난 에로스는 사랑의 화살을 쏘아 강의 신 페네오스의 딸인 다프네를 보고 사랑에 빠졌다. 그리하여 다프네에게 구혼했지만 다프네는 에로스가 쏜 증오의 화살을 맞았기 때문에 아폴론을 보자마자 기겁하며 달아났다. 아무리 달래봐도 소용이 없자 하는 수 없이 아폴론은 숲을 헤치며 다프네를 끝까지 뒤쫓아가 막 안으려할 때, 다프네가 더 이상 도망칠 길이 없자 아버지 또는 가이아에게 자기를 구해 달라고 소리쳤다. 그렇게 해서 다프네는 월계수로 변하여 아폴론으로부터 구해지게 되었다. 월계수로 변한 다프네를 본 아폴론은 그녀의 변한 모습도 사랑한다면서 월계관을 만들어서 늘 자신의 머리에 쓰고 다녔으며, 이후에 월계수는 점차 경기에서 우승하거나 전쟁에서 우승한 자들에게 부여되었다.

### 파에톤의 이야기
파에톤은 태양신 아폴론과 오케아니스인 클리메네 사이에서 태어난 아들이다. 하루는 파에톤이 친구 에파포스(제우스와 이오의 아들임)와 이야기 하다가 족보 자랑을 하는 것을 보고 자신도 아폴론(태양신)의 아들이라고 말해 놀림을 받는다. 파에톤은 어머니를 졸라 아버지 아폴론을 찾아가서 자신이 아들임을 증명하고자 했다. 아들을 만난 아폴론은 자신이 아버지임을 밝히면서 그 증거로 파에톤의 소원은 무엇이든 들어준다고 스틱스 강에 맹세했다. 파에톤은 소원으로 아버지가 모는 태양의 마차를 몰게 해달라고 졸랐다. 태양의 마차는 네 마리의 날개달린 거친 천마(天馬)가 이끄는 마차로 조정하기가 매우 힘들어 태양신인 아폴론이나 헬리오스만이 몰 수 있었다. 아폴론은 자신의 맹세를 후회했지만 아침이 되자 아들에게 마차를 내어주면서 너무 높지도 않고 너무 낮지도않게 하늘의 중간으로만 몰고 가라고 신신당부 했다. 새벽이 걷히자 파에톤은 태양의 마차를 몰고 하늘로 날아올랐다. 마차는 조정하기가 너무 힘들어 처음에는 너무 높게 하늘을 날았다. 그러자 대지는 너무 추워 떨었다. 그 다음에 파에톤은 너무 낮게 대지에 가깝게 마차를 몰았다. 그러자 대지는 너무 뜨거워져서 불타버렸다. 이때부터 아프리카는 사막이 되었고 에티오피아 사람들의 피부는 까맣게 되었다고 한다. 모든 강물과 바다마저 말라버릴 지경이었다. 참다 못한 제우스가 개입하여 벼락을 마차에 던졌다. 파에톤은 제우스의 벼락을 맞고 마차에서 떨어져 죽었다. 파에톤의 그을린 시체는 에리다노스 강에 떨어졌다고 하며 파에톤의 여동생들은 파에톤의 죽음을 슬퍼하다가 포폴라 나무로 변했고 그녀들이 흘린 눈물은 나무수액이되고 태양빛을 받으면 보석 호박으로 변하게 되었다고 한다.

### 니오베
행복한 삶을 살았지만 겸손함이 없었던, 테베의 왕비 니오베는 레토는 훌륭한 자식을 2명밖에 낳지 못했지만, 자신은 훌륭한 자식을 14명이나 낳았다고 뽐내고 다녔다. 이에 크게 진노한 레토는 아폴론과 아르테미스에게, 오만방자한 니오베에게 벌을 내리라고 말했다. 아폴론과 아르테미스는 각각 그녀의 아들 7명과 딸 7명을 모두 활로 쏘아 죽였고 슬픔을 이기지 못한 남편 암피온은 자살하여 니오베는 계속 한 곳에서 흐느끼다 바위로 변해 버렸다.

### 코로니스와 아스클레피오스
아폴론은 코로니스라는 여인을 사랑하게 되었는데, 코로니스가 이스키스라는 남자와 눈이 맞아 결국 결혼하였다는 흰 까마귀의 말을 믿고 진노하여 아르테미스를 시켜 코로니스를 죽여 버렸다. 뒤늦게 이를 후회한 아폴론은 까마귀에게 화풀이하여 몸 색을 하얀색에서 검은색으로 바꾸어 버렸다. 그렇기에 원래 까마귀의 털은 하얀색이었으나 이 때 이후로는 검은색이 되었다. 코로니스는 아폴론의 아들 아스클레피오스를 임신하고 있었는데, 아폴론은 아스클레피오스를 꺼내어 켄타우로스 현자인 케이론에게 맡겨 교육시키게 하였다. 케이론에게 의술을 배운 아스클레피오스는, 뛰어난 의사가 되어 죽은 사람까지 살려낼 정도의 실력을 갖추게 되었다. 죽음의 신 하데스는 우주 질서가 엉망이 되어버리자, 이를 못마땅하게 여겨 제우스에게 찾아가 하소연했다. 하데스의 뜻을 받아들인 제우스는 아스클레피오스에게 벼락을 던져 죽였다. 그 후 아스클레피오스는 의학의 신이 되었으며, 고대인들은 아스클레피오스 신전에서 하루를 보내면 모든 병이 낫는다는 신앙을 가졌다.

### 카산드라
아폴론은 프리아모스 왕과 헤카베의 딸인 카산드라를 사랑하게 되었는데, 그녀를 유혹하려고 예언(豫言) 능력을 주었다. 그러나 카산드라는 아폴론이 자기를 끌어안자 그를 밀쳐냈고, 아폴론은 크게 진노하여 그녀의 입 안에 침을 뱉었다. 그래서 카산드라는 늘 미래를 예언했지만 아무도 그녀의 말을 믿지 않게 되었다. 카산드라는 트로이아군에게 목마를 도시 안으로 들어보내지 말라고 경고했지만, 트로이군은 그녀의 말을 무시하였고 때문에 그리스군이 들어가 숨은 목마로 인해 전쟁에서 패했다.

### 히아킨토스
아폴론은 히아킨토스라는 소년을 애지중지하여 항상 데리고 다녔다. 어느 날 이 둘은 원반 던지기 놀이를 했다. 아폴론이 원반을 던지자 질투에 찬 서풍의 신 제피로스가 그것의 방향을 바꾸어 버렸다. 자기도 빨리 던져보고 싶어서 원반을 받으려고 달려가던 히아킨토스는 땅에 떨어진 다음 다시 튀어오른 원반에 머리를 맞고 쓰러져 죽어 버렸다. 그때 흘린 피에서 그의 이름을 딴 꽃인 히아신스가 피어났다.

## 아폴론 에피쿠리우스

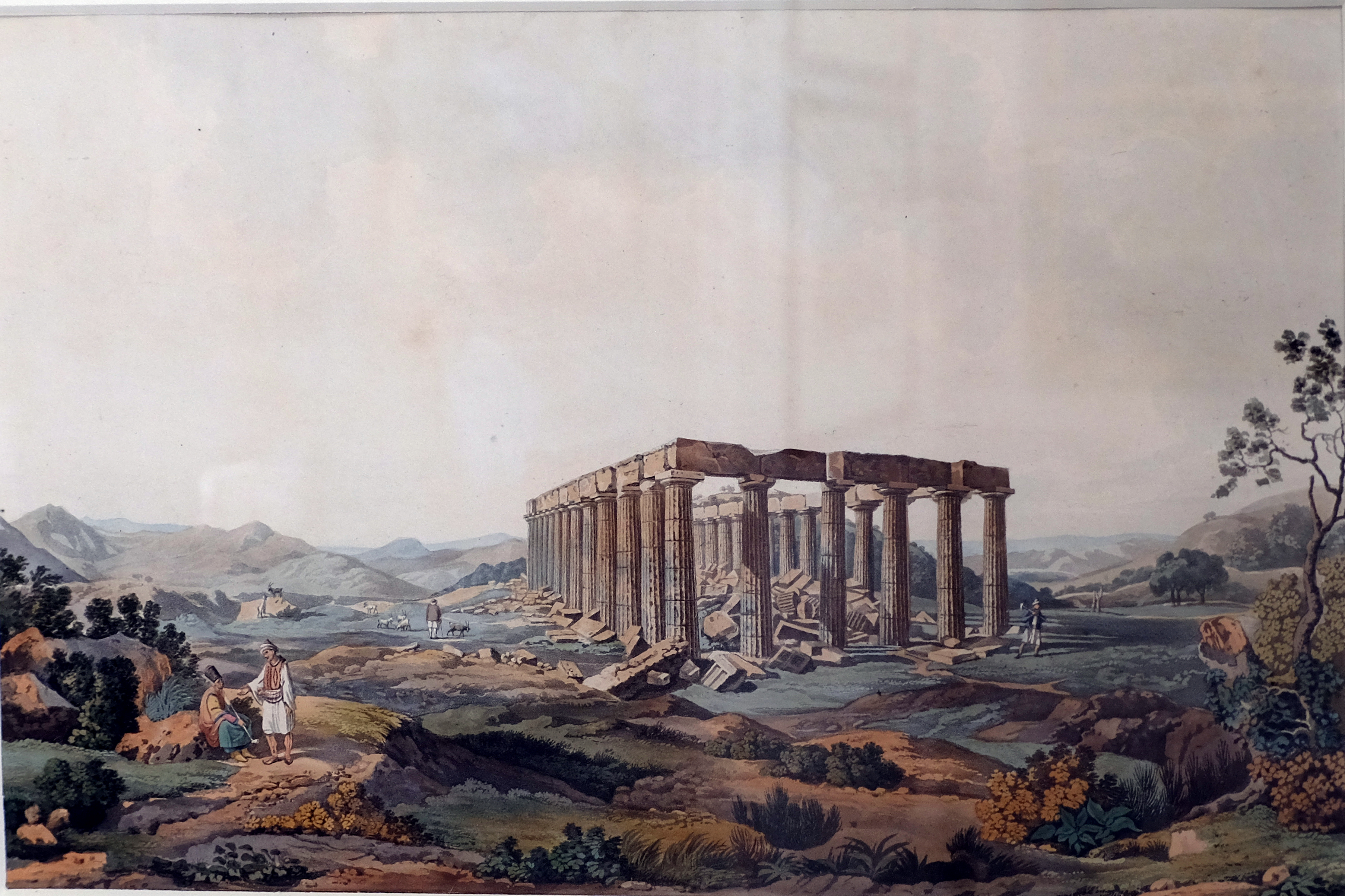
바사이에 있는 아폴론 에피쿠리우스 신전

아폴론 에피쿠리우스(Apollo Epicurius)는 치유하는 아폴론이라는 뜻이다. 펠레폰네소스 전쟁 당시 아르카디아 지역에 역병이 창궐했을 때, 아폴론이 주민들에게 신비한 약초를 주어 병이 나았다. 사람들은 약초를 처음 발견했던 바사이 산자락에 신전을 세워 이를 기념했다.
파우사니아스의 《그리스 이야기》에 따르면, 이 신전을 설계하고 감독한 사람은 익티노스(Ictinos)이다. 파르테논 신전의 공동 설계자였던 그는 기원전 5세기 중엽(기원전 450~기원전 425), 이곳에 와서 도리아식, 이오니아식, 코린트식 양식이 혼합된 형태의 신전을 지었다. 이 신전은 그리스 신전 중 최초로 코린트 양식이 도입된 신전으로 이름 높다. 현재 지진 등으로 파괴되어 복원 작업 중이다.

## 같이 보기
- 드리아데스
- 이피로스 지역
- 그리스 신들의 가계도
- 피버스